# Luis Sotelo
Luis Sotelo (6. září 1574 – 25. srpna 1624) byl španělský františkánský mnich z Řádu menších bratří. Zemřel jako mučedník v Japonsku. Roku 1867 byl papežem Piem IX. blahořečen ve skupině dalších 204 japonských mučedníků. 

## Život
Lois Sotelo pocházel ze španělského města Sevilla. Studoval na univerzitě v Salamance a poté vstoupil do kláštera "Calvario de los Hermanos Menores" ("Utrpení menších bratří"). Stal se františkánským mnichem a byl vysvěcen na kněze. Roku 1600 byl vyslán na Filipíny, aby se tam připravil na misionářskou práci. Tam mu byla udělena zodpovědnost o duchovní péči japonské osady Dilao (nyní součást Manily). Osada byla nicméně roku 1608 španělskými silami zničena.
Roku 1608 papež Pavel V povolil dominikánům a františkánům šířit evangelia v Japonsku, což do té doby bylo výhradní doménou jezuitů. Než se z Filipín Sotelo vydal do Japonska, strávil tedy 4 roky v Manile, kde se učil japonsky.  

## Proselytismus v Japonsku
Po příjezdu do Japonska roku 1603 strávil nejprve nějaký čas v Kjótu, aby ještě zlepšil svojí japonštinu. Poté působil na různých místech, roku 1606 v Ósace, 1609 na Šikoku. Také se pokusil založit františkánský kostel v oblasti Eda (dnešní Tokio). Kostel byl ale po zákazu křesťanství (21. dubna 1612) na území šógunátu Tokugawa roku 1612 zničen. Po období intenzivní misionářské činnosti katolické církve, vydal šógun Tokugawa Hidetada (druhý šógun tokugawské dynastie) dekret, kterým zakazoval jakékoli praktikování nebo výuku křesťanského náboženství. Všichni křesťanští misionáři také museli pod trestem propadnutí hrdla opustit Japonsko. Tento dekret zahájil krvavý útlak japonských křesťanů, který trval několik desetiletí.
Po zákazu křesťanství Sotelo neopustil Japonsko, ale uchýlil se na území daimjó Masamune Date, kde bylo křesťanství ještě tolerováno. Roku 1611 zřídil v Jonezawě misionářskou stanici. O 2 roky později se Sotelo nicméně navrátil a poblíž Eda, v Asakuse, slavnostně otevřel křesťanský kostel. Šógunát zareagoval tvrdě, pozatýkal všechny křesťany v té oblasti a Sotelo se ocitl ve vězení Kodenma-chō (小伝馬町). Sedm japonských konvertitů, kteří byli zatčeni spolu se Sotelem, bylo 1. července 1613 popraveno. Samotný Sotelo trestu smrti uniknul díky zvláštní žádosti daimjó Masamune Date. 

## Diplomatická mise

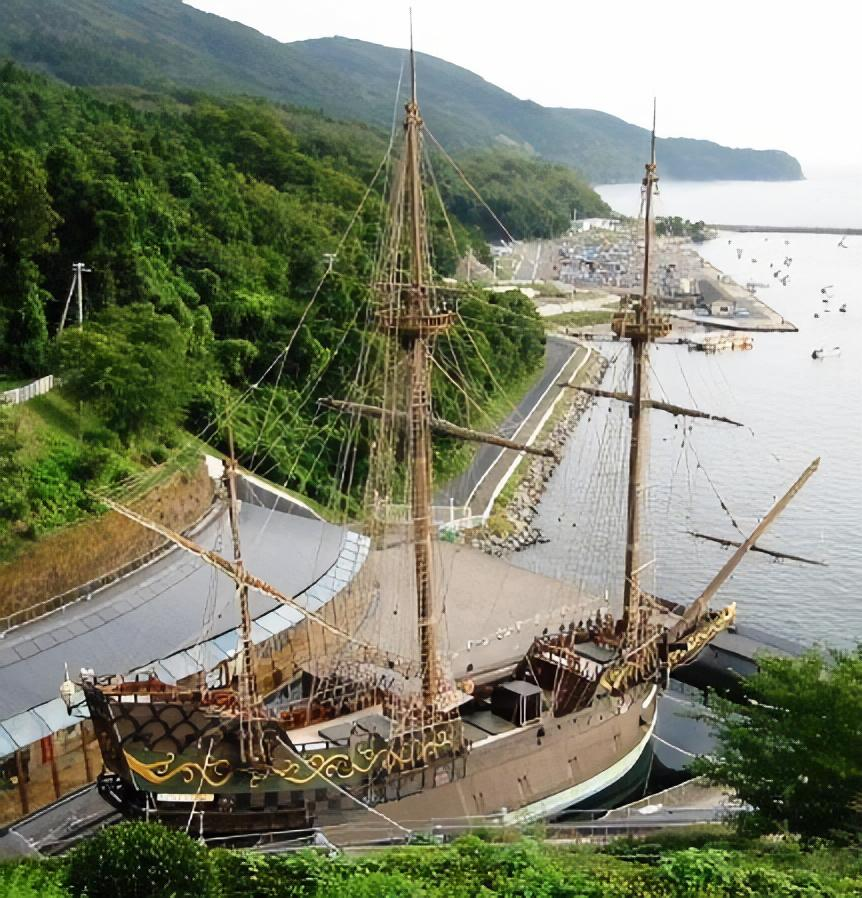
Replika japonské lodi San Juan Bautista.

Roku 1613 mluvil již plynně japonsky. Naplánoval a od roku 1613 také po několik let osobně doprovázel japonského vyslance, kterého daimjó Masamune Date vyslal do Španělska a Vatikánu. Vyslanecká výprava vyplula z Japonska 28. října 1613 pod vedením Cunenaga Hasekura. Kapitánem japonské lodi San Juan Bautista (postavené v Japonsku) byl Yokozawa Shogen a výprava měla povolení šóguna Tokugawa Iejasu.
Mise byla výsledkem jednak ambicí Sotelových, dále pak ambicí daimjó Masamune Date. Sotelo chtěl v severním Japonsku založit vlastní diecézi, nezávislou na jezuitech (kteří měli vlastní diecézi ve Funai (Nagasaki). Portugalci však jeho snažení brzdili a Sotelo nezískal podporu ani od františkánů, protože jeho snahy byly spojeny s osobními aspiracemi na biskupský stolec. Daimjó Masamune Date naproti tomu sledoval především obchodní zájmy a přál si navázat obchodní styky s Novým Španělskem. Takový obchod se ale ukázal jako příliš nákladný a po zavedení japonské politiky izolace (Sakoku) prakticky nemožný. .  
Výprava se přes Veracruz, Sanlucar de Barrameda, Sevillu, a Madrid dostala až do Říma k papeži Pavlu V. Před cestou z Madridu do Říma Sotelo přiměl účastníky mise, aby přijali křest. Většina takto pokřtěných samurajů se na zpáteční cestě usadila ve Španělsku v Coria del Rio (Sevilla), kde jejich potomci žijí dodnes. Své japonské kořeny zvýrazňují příjmením "Japón". Na zpáteční cestě se Sotelo zdržel v Madridu celý rok, kde čekal na vysvěcení japonským biskupem. Papež ho jím jmenoval, nicméně vysvěcen Sotelo nikdy nebyl. Spolu s Hasekurou se Sotelo roku 1618 vydal na zpáteční cestu přes Nové Španělsko, kde pokračoval v misionářských aktivitách. Doprovázel velvyslance Cunenaga Hasekura a zbytky výpravy dále do Veracruz a Acapulca. Tam je filipínský místokrál požádal, aby ho před návratem do Japonska dopravili na Filipíny. Loď tedy odklonila svůj kurz směrem na Manilu, kam dorazila v roce 1620. Výprava po peripetiích s piráty a nepříznivým větrem nakonec odplula do Japonska, Sotela ale španělské úřady v Manile internovali. Snažili se tak předejít konfliktu s portugalskou jezuitskou misií v Macau.  

## Návrat do Japonska a mučednická smrt
Španělské úřady nechtěli Sotelovi umožnit vycestovat z Filipín do Japonska. Roku 1622 se mu ale podařilo tajně dostat se na palubu čínské džunky, která plula do Japonska. Tam byl ale objeven a po přistání zatčen. Dva roky byl vězněn ve městě Ōmura (poblíž Nagasaki). Ve vězení se setkal s Pedro Vásquezem (misionář, římský katolík), Miguelem de Carvalho (misionář, římský katolík) a dvěma japonskými františkány, Ludovicusem Sasadou a Lucovicusem Babou. 25. srpna 1624 byli všichni upáleni. 
Papež Pius IX. Sotela blahořečil 7. července 1867. Římští katolíci slaví jeho svátek 25. srpna.

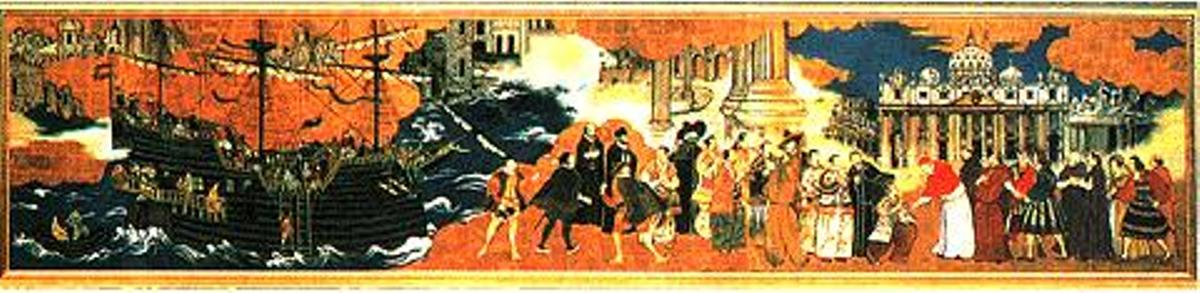
Hasekurova diplomatická mise k papeži. Japonská kresba ze 17. století.